# Trebnitz (Fluss)
Die Trebnitz ist ein 11,9 km langer Nebenfluss der Müglitz im Osterzgebirge.

## Verlauf
Sie entspringt nordöstlich des Ortes Liebenau in einer Höhe von ca. 580 Metern und durchfließt den Trebnitzgrund, bis sie dann schließlich in Oberschlottwitz (bei Schlottwitz) in einer Höhe von ca. 260 Metern in die Müglitz mündet.

## Name
Der Name Trebnitz ist slawischen Ursprungs und geht auf das altsorbische Wort "drevo" zurück, das "Baum" bedeutet. Der Name Trebnitz kann damit als "Waldbach" gedeutet werden.

## Naturraum
Der überwiegend tief (teilweise bis zu 150 Meter) und schmal eingeschnittene Trebnitzgrund bot keinen Platz für die Anlage dauerhafter Siedlungen, so dass die Trebnitz heute zu den längsten unverbauten Bächen in Sachsen gehört.
Das Tal entspricht einem Kerbsohlental, wobei die Flussaue abschnittsweise bis zu mehrere Dutzend Meter breit ist. Aufgrund der Ackernutzung der umliegenden Hochflächen kam es in den vergangenen Jahrhunderten durch Regenfälle und Schneeschmelzen zur Einspülung von Oberboden in die ursprünglich blockreiche Talaue. Dadurch bildete sich ein Auenboden, der in den breiteren Talbereichen bis ins 20. Jahrhundert als Gründland genutzt wurde. Mittlerweile wurde diese Nutzung mangels Wirtschaftlichkeit weitgehend aufgegeben. Im Talgrund entwickelte sich so in den letzten Jahrzehnten ein naturnaher Bachauenwald, der insbesondere Erlen, Eschen und Espen umfasst. Im Frühjahr blühen hier Buschwindröschen, Frühlings-Platterbse, Gelbe Windröschen, und Schuppenwurz. Zu den typischen Sommerpflanzen zählen vor allem nährstoffliebende Hochstauden wie die akeleiblättrige Wiesenraute, Mädesüß, Roter Pestwurz und Waldgeißbart.
Die abschnittsweise steilen Talhänge sind im Hangfußbereich von teils ausgedehnten Gneisblöcken durchsetzt. An den Talhängen findet sich verschiedene Edellaubholz-Waldgesellschaften, die u. a. von Bergahorn, Bergulme, Esche, Hainbuchen, Linden, Trauben- und Stieleichen sowie Spitzahorn gebildet werden. Vertreter der Hangflora sind auch Bärlauch, Goldnessel, Hohler Lerchensporn, Lungenkraut, Mondviole, Wald- und Hainveilchen.
Der Fluss selbst ist Lebensraum für eine vielfältige Kleintierfauna, u. a. mit Stein- und Köcherfliegenlarven, sowie für Bachforellen und Westgroppen. Auch der Feuersalamander ist hier zu Hause, ebenso die Wasseramsel und die Gebirgsstelze. Die Wälder beherbergen zahlreiche Singvögel, verschiedene Spechtarten sowie Habicht, Sperber und Waldkauz.
Der Unterlauf der Trebnitz ist mit einer Fläche von 41 Hektar aufgrund der wertvollen Laubhangwälder, der Bachauenbereiche und der Frühblüherflora seit 1961 als Naturschutzgebiet (Register-Nr. D49) unter Schutz gestellt. Das gesamte Tal samt Nebenbereichen ist zudem mit einer Fläche von 248 Hektar als FFH-Gebiet (Nr. 041E) geschützt.